# Dastan Lepschakow
Dastan Lepschakow (russisch Дастан Лепшаков; * 17. August 1997 in Bakaiata) ist ein kirgisischer Billardspieler, der in der Billardvariante Russisches Billard antritt. Er wurde 2015 als bislang jüngster Spieler Weltmeister in der Disziplin Dynamische Pyramide und 2017 Vizeweltmeister in der Kombinierten Pyramide. Mit drei Titeln ist er zudem Rekordsieger beim Savvidi Cup.

## Leben
Lepschakow wurde 1997 als jüngstes von sechs Kindern in Bakaiata geboren, wo er auch aufwuchs. Sein Großvater war Karatschaier und kam im Zuge der Verbannung der Karatschaier 1945 aus dem Kaukasusgebiet nach Kirgisistan.
Er studiert Volleyball an der Sport-Universität in Bischkek.

## Karriere

### Russisches Billard
Im Alter von etwa zwölf Jahren begann Lepschakow mit dem Billardspielen. Sein ältester Bruder eröffnete zu dieser Zeit einen Billardclub, in dem Dastan Lepschakow nachts nach Ende der Öffnungszeiten spielte. Nach zwei Jahren schickte ihn sein damaliger Trainer Mirbek Eschenkulow nach Bischkek zu Kanybek Duischebajew. Während seiner ersten Jahre in der Hauptstadt schaute er Videos von Kanybek Sagynbajew, den er als sein Idol bezeichnet und dessen Erfolge ihn angespornt haben.
Als 2012 die Kombinierte-Pyramide-Weltmeisterschaft in Bischkek ausgetragen wurde, spielte Lepschakow zum ersten Mal ein internationales Turnier. Nach einem 4:1-Auftaktsieg gegen Sergei Kim verlor er gegen seine Landsmänner Kanybek Sagynbajew (1:4) und Asat Sabyr uulu (3:4), wodurch sein WM-Debüt in der Vorrunde endete. Anfang 2013 erreichte er bei einem hochdotierten Turnier in der Hauptstadt das Halbfinale und unterlag nur knapp Sailan Adamow (4:5). Wenig später nahm er erstmals am Savvidi Cup und am Bürgermeisterpokal in Moskau teil, schied jedoch jeweils frühzeitig aus.
Bei seiner zweiten WM-Teilnahme gelangte Lepschakow im Juli 2013 bis ins Viertelfinale. Er besiegte bei der Dynamische-Pyramide-WM 2013 den früheren Weltmeister Jernar Tschimbajew (5:1) sowie Avetis Avetisyan (5:3), Swjataslau Sjamjonau (5:4) und Dieter Johns (6:3), bevor er in der Runde der letzten 8 dem amtierenden Freie-Pyramide-Weltmeister Wladislaw Osminin mit 3:6 unterlag. Wenig später musste er sich in der Freien Pyramide in der zweiten Runde dem Belarussen Jauhen Kurta mit 2:7 geschlagen geben, nachdem er sich im Erstrundenspiel gegen den früheren Weltmeister Älichan Qaranejew (7:4) durchgesetzt hatte. Im Oktober 2013 gelangte er bei der Juniorenweltmeisterschaft (Freie Pyramide) ins Halbfinale und verlor mit 5:6 gegen Kirill Jurin. Wenig später folgten seine ersten Teilnahmen am Kremlin Cup (65. Platz) und an den St. Petersburg Open (Qualifikationsrunde).
Anfang 2014 wurde Lepschakow nach einer Finalniederlage gegen Asslan Schorokulow kirgisischer Vizemeister der Junioren. Kurz darauf kam er bei seinem ersten Weltcupturnier bis ins Viertelfinale, in dem er an Oleg Jerkulew (3:5) scheiterte. Im August 2014 wurde er in Tscholponata durch einen 6:2-Finalsieg gegen seinen Landsmann Tschyngys Scholotschijew Juniorenweltmeister in der Disziplin Kombinierte Pyramide. Wenige Tage später kam er bei der am gleichen Ort ausgetragenen Kombinierte-Pyramide-WM der Herren in die Runde der letzten 32, in der er dem früheren Weltmeister Nikita Liwada mit 1:6 unterlag. Im September wurde er mit einem 6:1-Sieg gegen Ysatbek Ratbekow kirgisischer Meister (Dynamische Pyramide). Bei der Dynamische-Pyramide-WM 2014 erreichte er das Sechzehntelfinale, das er knapp gegen Alexander Murawjow (5:6) verlor. In der Freien Pyramide schied er im selben Jahr sowohl bei den Junioren als auch bei den Herren in der Vorrunde aus.
Anfang 2015 wurde Lepschakow im Finale gegen Keldi Ismailow (6:5) kirgisischer Meister in der Kombinierten Pyramide und schied wenig später bei der Kombinierte-Pyramide-WM in der Vorrunde aus. Im Juni 2015 sicherte er sich den nationalen Meistertitel in der Freien Pyramide, diesmal gegen Iljas Adamow (7:6). Einen Monat später erreichte er bei der Asienmeisterschaft das Halbfinale, in dem er dem späteren Sieger Artur Piwtschenko mit 4:7 unterlag. Wenige Tage nachdem er bei der Junioren-WM (Freie Pyramide) in Moskau bereits in der Vorrunde ausgeschieden war, wurde er im Oktober in Imatra (Finnland) bei den Herren Weltmeister in der Kombinierten Pyramide. Lepschakow, der unter anderem den amtierenden Freie-Pyramide-Weltmeister Serghei Krîjanovski sowie Pawlo Radionow und Nikita Liwada besiegte, bevor er sich im Endspiel mit 7:1 gegen den Belarussen Jauhen Saltouski durchsetzte, war nach Vorjahressieger Kanybek Sagynbajew der zweite kirgisische Weltmeister in der Dynamischen Pyramide und der insgesamt dritte WM-Medaillengewinner im Russischen Billard aus dem zentralasiatischen Staat. Mit 18 Jahren, 2 Monaten und 8 Tagen ist er bis heute der jüngste Weltmeister in der Dynamischen Pyramide. Wenige Wochen später endete für ihn die Freie-Pyramide-WM bereits mit einer 4:7-Auftaktniederlage gegen Dmitri Storoschenko.
Anfang 2016 belegte Lepschakow beim Superfinale der Weltmeisterschaften, einem Einladungsturnier für die zehn besten Spieler der Weltmeisterschaften im Vorjahr, den dritten Platz. Wenig später erreichte er bei der Kombinierte-Pyramide-WM das Viertelfinale, in dem er seinem Landsmann Asis Madaminow mit 2:6 unterlag. Nachdem er beim Auftaktturnier der Prince Open Dritter geworden war, kam er beim Moskauer Bürgermeisterpokal ins Achtelfinale. Im September 2016 gewann er den Savvidi Cup in Rostow am Don. Das Finale, in dem der Russe Dmitri Schkoda einen 1:4-Rückstand noch zum 5:5 ausgleichen konnte, wurde im Entscheidungsspiel erst mit dem fünfzehnten und letzten Ball entschieden. Einen Monat später wurde die Dynamische-Pyramide-WM in Bischkek ausgetragen. Sein Auftaktspiel gewann Titelverteidiger Lepschakow gegen Dauren Urynbajew, doch bereits in der zweiten Runde endete für ihn die WM mit einer 6:7-Niederlage gegen Jaroslaw Tarnowezkyj. Beim Kremlin Cup und bei der Freie-Pyramide-Weltmeisterschaft 2016 schied er ebenfalls in der Runde der letzten 32 aus.
Im April 2017 wurde beim Royal Cup in Moskau Dritter. Wenige Tage später gelang ihm in Jugorsk zum zweiten Mal der Einzug in ein WM-Finale. Bei der WM in der Kombinierten Pyramide, der einzigen im Jahr 2017 ausgetragenen Weltmeisterschaft, besiegte er unter anderem Kanybek Sagynbajew, Andrei Freise und Dmytro Biloserow, bevor er sich im Endspiel mit 5:6 knapp dem 17-jährigen Russen Iossif Abramow geschlagen geben musste. Im September gehörte er dem kirgisischen Aufgebot bei den Asian Indoor & Martial Arts Games im turkmenischen Aşgabat an, bei denen erstmals auch Russisches Billard gespielt wurde. Beim Freie-Pyramide-Wettbewerb besiegte er den früheren Poolbillardweltmeister Francisco Bustamante, bevor er im Viertelfinale gegen den späteren Silbermedaillengewinner Jernar Tschimbajew (1:5) verlor. Auch in der Dynamischen Pyramide unterlag er dem späteren Finalisten, dem Turkmenen Kamaladdin Babajew (2:5) unterlag er jedoch bereits im Achtelfinale. Im Oktober 2017 gelang Lepschakow beim Savvidi Cup durch einen 6:2-Finalsieg gegen Aleksandr Sidorov die Titelverteidigung. Beim Finalturnier der Prince Open 2017 schied er hingegen bereits im Sechzehntelfinale aus. Ende des Jahres zog er beim Swojaka-Pokal ins Endspiel ein und verlor mit 1:6 gegen Dmytro Biloserow.
Anfang 2018 gewann Lepschakow den Bürgermeisterpokal in Kaliningrad, bei dem er sich im Finale mit 6:1 gegen Alexander Tschepikow durchsetzte. Wenig später erreichte er bei der Dynamische-Pyramide-WM das Viertelfinale, in dem er dem späteren Finalisten Iossif Abramow mit 2:6 unterlag. Beim dritten Turnier des Freie-Pyramide-Weltcups gewann er die Bronzemedaille, nachdem er im Halbfinale gegen Alexander Tschepikow verloren hatte. Im Oktober 2018 gewann er zum dritten Mal in Folge den Savvidi Cup in Rostow am Don. Im Endspiel gegen den Lokalmatador Iossif Abramow setzte sich Lepschakow nach einem 0:2-Rückstand mit 5:2 durch. Wenig später erreichte er beim Weltcupfinale das Viertelfinale. Ende des Jahres gewann er seine dritte WM-Medaille, diesmal in der Freien Pyramide, womit er als zweiter Kirgise nach Kanybek Sagynbajew in allen drei Disziplinen einen Podestplatz erreichte. Im Halbfinale musste er sich dem Russen Artjom Balow mit 4:7 geschlagen geben.
Im März 2019 gelangte er bei der im Vorjahr nicht ausgetragenen Kombinierte-Pyramide-WM zum zweiten Mal in Folge ins Semifinale. Dort traf er auf Serghei Krîjanovski, gegen den er in einem umkämpften Match mit 5:6 verlor, wobei das letzte Rack erst mit dem vierzehnten Ball entschieden wurde. Eine Woche nach der WM gewann Lepschakow durch einen 6:2-Finalsieg gegen Artjom Balow den Kombinierte-Pyramide-Weltcup in Moskau. Im August 2019 erreichte er bei der erstmals in Kirgisistan ausgespielten Freie-Pyramide-WM das Achtelfinale, in dem er seinem Landsmann Kairat Absatarow unterlag. Einen Monat später gelangte er beim Kremlin Cup erstmals ins Viertelfinale und verlor dort gegen Michail Zarjow. Beim Savvidi Cup 2019 musste sich Lepschakow, nachdem er das Turnier dreimal in Folge gewonnen hatte, nun bereits im Achtelfinale dem Russen Nikita Wolodin geschlagen geben. Im Dezember 2019 gewann er in der belarussischen Hauptstadt durch einen 6:2-Finalsieg gegen Dmytro Biloserow den Minsk Cup.

### Snooker
Lepschakow spielt gelegentlich auch Snooker. Bei der kirgisischen Meisterschaft 2014 erreichte er das Viertelfinale. Ein Jahr später musste er sich im Halbfinale dem späteren Sieger Muchammed Karimberdi uulu mit 1:5 geschlagen geben.

## Erfolge
- Kombinierte-Pyramide-Juniorenweltmeister: 2014
- Kirgisischer Meister (Dynamische Pyramide): 2014
- Kirgisischer Meister (Kombinierte Pyramide): 2015
- Kirgisischer Meister (Freie Pyramide): 2015
- Dynamische-Pyramide-Weltmeister: 2015
- Savvidi Cup: 2016, 2017, 2018
- Bürgermeisterpokal Kaliningrad: 2018
- Kombinierte-Pyramide-Weltcup: 2019
- Minsk Cup: 2019

## Teilnahmen an Weltmeisterschaften
| Disziplin            | 2012 | 2013 | 2014 | 2015 | 2016 | 2017  | 2018  | 2019  | 2020  |
| -------------------- | ---- | ---- | ---- | ---- | ---- | ----- | ----- | ----- | ----- |
| Freie Pyramide       | –    | L64  | R    | L64  | L32  | n. a. | H     | A     | n. a. |
| Dynamische Pyramide  | –    | V    | L32  | S    | L32  | n. a. | V     | n. a. | n. a. |
| Kombinierte Pyramide | R    | –    | L32  | R    | V    | F     | n. a. | H     | n. a. |
| Quelle:              |      |      |      |      |      |       |       |       |       |

| Legende | Legende                               |
| ------- | ------------------------------------- |
| S       | Sieger                                |
| F       | Finalist                              |
| HF / H  | Halbfinalist                          |
| VF / V  | Viertelfinalist                       |
| AF / A  | Achtelfinalist                        |
| LX      | Niederlage in der Runde der letzten X |
| R2      | Niederlage in Runde 2                 |
| R       | Vorrundenaus/Niederlage in Runde 1    |
| –       | nicht teilgenommen                    |
| n. a.   | nicht ausgetragen                     |

## Sonstiges
Nach seinem WM-Sieg 2015 kritisierte Lepschakow, dass im kirgisischen Billard Frauen zu wenig gefördert würden und gab an, nach seiner aktiven Karriere Frauen-Billardtrainer werden zu wollen.